# NDUFA3
NDUFA3 (англ. NADH:ubiquinone oxidoreductase subunit A3) – білок, який кодується однойменним геном, розташованим у людей на короткому плечі 19-ї хромосоми. Довжина поліпептидного ланцюга білка становить 84 амінокислот, а молекулярна маса — 9 279.
| 10         |  | 20         |  | 30         |  | 40         |  | 50         |
| ---------- |  | ---------- |  | ---------- |  | ---------- |  | ---------- |
| MAARVGAFLK |  | NAWDKEPVLV |  | VSFVVGGLAV |  | ILPPLSPYFK |  | YSVMINKATP |
| YNYPVPVRDD |  | GNMPDVPSHP |  | QDPQGPSLEW |  | LKKL       |  |            |

A: Аланін

D: Аспарагінова кислота

E: Глутамінова кислота

F: Фенілаланін

G: Гліцин

H: Гістидин

I: Ізолейцин

K: Лізин

L: Лейцин

M: Метіонін

N: Аспарагін

P: Пролін

Q: Глутамін

R: Аргінін

S: Серин

T: Треонін

V: Валін

W: Триптофан

Задіяний у таких біологічних процесах, як транспорт, транспорт електронів, дихальний ланцюг, ацетилювання. 
Локалізований у мембрані, мітохондрії, внутрішній мембрані мітохондрії.